# Mangroveflugsnappare
För fågelarten Myiagra erythrops, se palaumonark
Mangroveflugsnappare (Cyornis rufigastra) är en fågel i familjen flugsnappare inom ordningen tättingar. Den förekommer i kustnära miljöer som mangrove i Sydostasien. Arten minskar i antal, men beståndet anses ändå vara livskraftigt.

## Utseende och läte
Mangroveflugsnapparen är en bjärt färgad flugsnappare i orange och blått. Hane och hona liknar varandra, men honan har något ljusare orange undersida och en ljus fläck mellan ögat och näbbroten. Levnadsmiljön (se nedan) skiljer denna art från liknande nära släktingar, men även genom utbredningen av orange på undersidan, den ljusblå fläcken på pannan, den relativt korta näbben samt mörka övergumpen och stjärten.

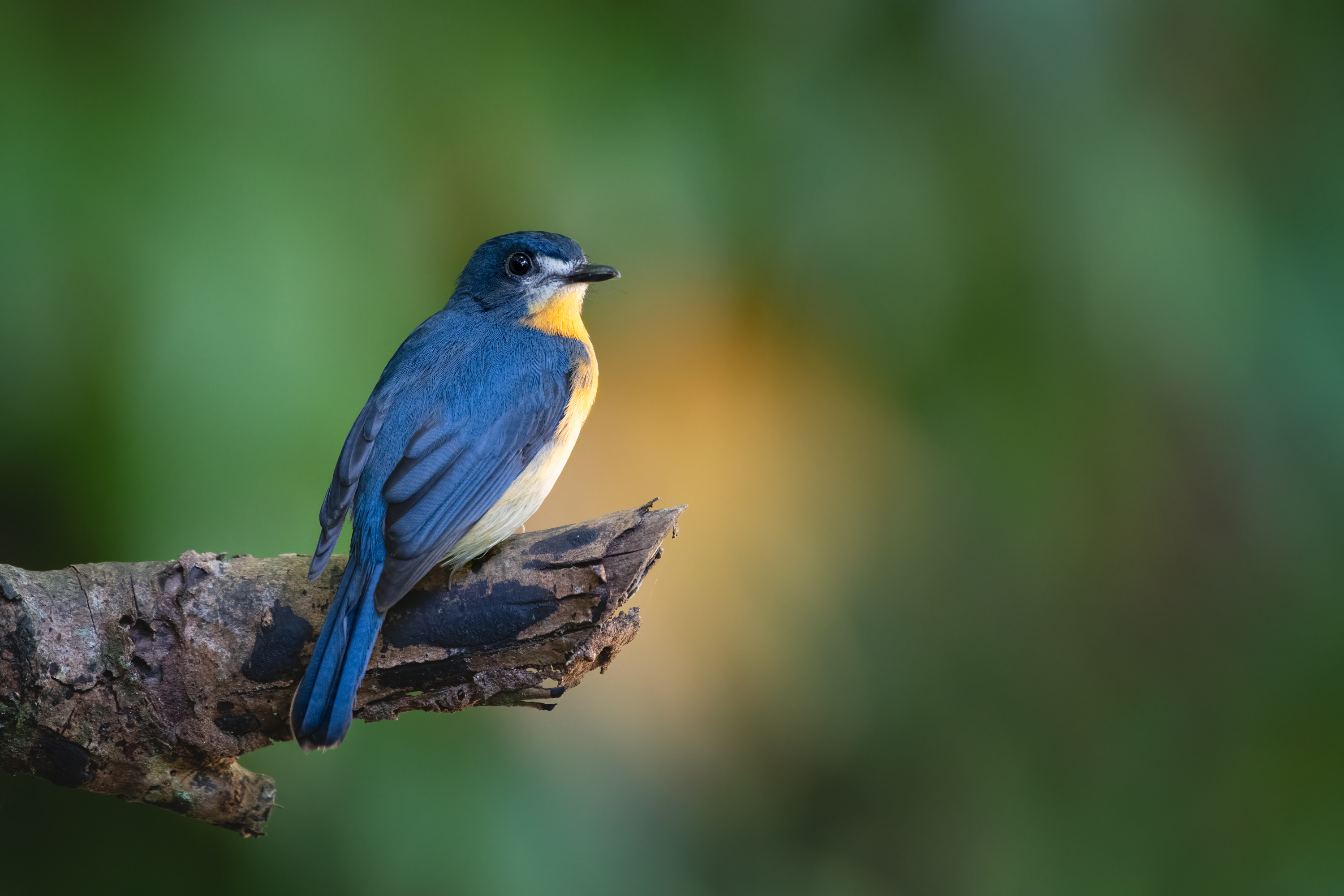

Båda könen sjunger, en kort men vacker serie med flöjtande visslingar. Bland lätena hörs snabbt och strävt skallrande och knackande toner, liknat vid två stenar som slås ihop.

## Utbredning och systematik
Mangroveflugsnappare förekommer i Sydostasien, från södra Thailand till Sumatra, Borneo och Filippinerna. Den delas in i två grupper med åtta underarter som har följande utbredning:
- rufigastra-gruppen
  - Cyornis rufigastra rufigastra – kustnära låglänta områden i södra Thailand samt på Malackahalvön, Sumatra och Borneo
  - Cyornis rufigastra longipennis – Karimunjawaöarna i Javasjön
  - Cyornis rufigastra rhizophorae – västra Java och ön Sebesi i Sundasundet
  - Cyornis rufigastra karimatensis – Karimataöarna utanför sydvästra Borneo
- blythi-gruppen
  - Cyornis rufigastra blythi (syn. simplex) – Luzon och Polillo i norra Filippinerna
  - Cyornis rufigastra marinduquensis – Marinduque (Filippinerna)
  - Cyornis rufigastra mindorensis – Mindoro (Filippinerna)
  - Cyornis rufigastra philippinensis – centrala och södra Filippinerna, Palawan och Suluöarna

## Levnadssätt
Mangroveflugsnapparen hittas i kustnära skogar, i mangrove, buskmarker och plantage. Den kan vara vanlig på små skogstäckta öar där andra flugsnappare saknas. 

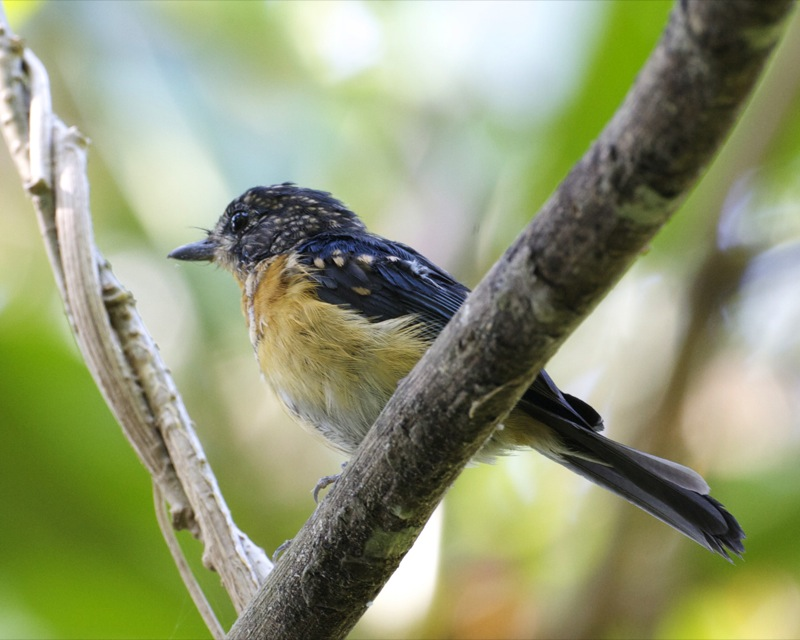
Ungfågel.

## Status och hot
Arten har ett stort utbredningsområde och en stor population, men tros minska i antal, dock inte tillräckligt kraftigt för att den ska betraktas som hotad.